# Рама Дева Райя
Рама Дева Райя (Вира Рама Дева Райя) (хинди रामदेव अरविदु; 1602—1632) — махараджахираджа Виджаянагарской империи (1617—1632). Он вступил на престол после гражданской войны в 1617 году. В 1614 году его отец, Шриранга II, предыдущий махараджахираджа, и его семья были жестоко убиты соперничающими группировками во главе с Джаггой Раей, который был одним из их родственников. Сам Рама Дева был тайно вывезен из тюрьмы Яхамой Найду, верным командиром и заместителем Венкаты II.

## Гражданская война
Джагга Райя братом Обаяммы любимой супруги махаражахираджи Венкаты II. Джагга Райа сделал заявление о предполагаемом сыне королев Венкаты II в качестве нового монарха, но это было решительно оспорено Яхамой Найду, ведущим командиром императорской армии, и Наяком Калахасти, которые поддерживали претензии Рамы Девы в качестве законного наследника. В долгой битве между двумя фракциями, в которой приняло участие все королевство, Джагга Райя был убит, а его поместья Гоббури на юго-западе Неллуру в современном Ченнаи, Ченгелпет, был захвачен Яхамой Найду.

## Битва при Топпуре
Побежденный Джагга Рая искал убежища в джунглях, но вернулся назад и обратился за помощью к наякам Джинджи и Мадурая, которые стремились вырваться из-под контроля Виджаянагарской империи, чтобы напасть на Яхаму Найду и Раму Деву. Яхама Найду и Рама Дева искали поддержки у наяков Танджавура, которые все еще относились к Виджаянагару как к своему сюзерену.
Джагга Рая и его союзники, наяки Мадурая, правитель Джинджи и Чера, вожди Мадурая и некоторые португальцы с побережья собрали большую армию возле Тиручирапалли. Яхама повел свои войска из Веллуру, и на полпути к нему присоединились силы Танджавура во главе с правителем Рагхунатхой Наякой. Силы Яхамы и наяка Танджавура были дополнительно усилены отрядами из Карнатаки и (по некоторым данным) голландскими и джафнскими отрядами.
Обе армии встретились в Топпуре, в открытом поле на северном берегу реки Кавери, между Тируччираппалли и Гранд-Аникутом в конце 1616 года. В сражении войска Джагги Рая не смогли противостоять наступлению императорской армии. Яхама и Рагхунатха, командиры Рамы Девы Райи, вели свои войска с большой дисциплиной. Джагга Рая был убит Яхамой, и его армия была разбита и обратилась в бегство. Йетираджа, брат Джагги Рая, был вынужден бежать, спасая свою жизнь. Вождь наяков Мадурая пытался бежать, его преследовал генерал Яхамы Рао Дама Наяни, который захватил его возле Тируччираппалли. Наяк из Джинджи в столкновении потерял все свои форты, кроме форта Джинджи и предполагаемого сына Венкаты II. Победа была отпразднована имперскими армиями во главе с наяком Танджавура и Яхаманеду, которые установили столпы победы и короновали Раму Деву как Рама Дева Рая в первые месяцы 1617 года. Раме Деве Рае едва исполнилось 15 лет, когда он взошел на трон.
Йетираджа, брат Джагги Рая, проиграв битву при Топпуре, присоединился к наяку Джинджи и напал на Танджавур, но потерпел поражение и позже был пленен. Йетираджа вел войну, пока не помирился с Рамой Девой Раей, выдав свою дочь замуж за последнего. Все уладилось для Рамы Девы Райи после смерти предполагаемого сына Венкаты II в 1619 году.
Биджапурский султан, воспользовавшись разорительными гражданскими войнами в Виджаянагарской империи, напал на Карнул в 1620 году, но потерпел поражение, но в 1624 году повторил вторжение и полностью захватить этот регион.
Яхама Найду, ныне военный губернатор королевства, выступил против брака Рамы Девы с дочерью Йетираджа. Монарх получил выговор, но женился на дочери Йетираджи. Яхама почувствовал унижение и попросил Раму Деву отстранить его от царской службы под предлогом возраста. Йетираджа, тесть Рамы Девы Рая, вступил в конфликт с Яхамой, когда тот потребовал земли Гоббури, а к 1629 году с помощью войск наяков Танджавура и Джинджи, территории Яхамы подверглись нападению императорской армии. Силы Яхамы, хотя и уступали им по численности, но вели ожесточенный бой. После продолжительной осады Яхама согласился вернуть земли Гоббури Йетирадже. Регионы Пуликат, Ченгалпатту и Мадурантхакам были полностью взяты под контроль Веллуру. Яхаме было позволено править Венкатагири, но он решил провести свою жизнь под защитой вождя Удайярпалаям.
Рама Дева Рая, не имея братьев и сыновей, назначил Педу Венкату Раю (Венкату III), внука Алии Рамы Рая, ныне управляющего Анекондой в качестве преемника и умер в 1632 году в возрасте 30 лет после беспокойного пятнадцатилетнего правления.